# Russula fragrantissima

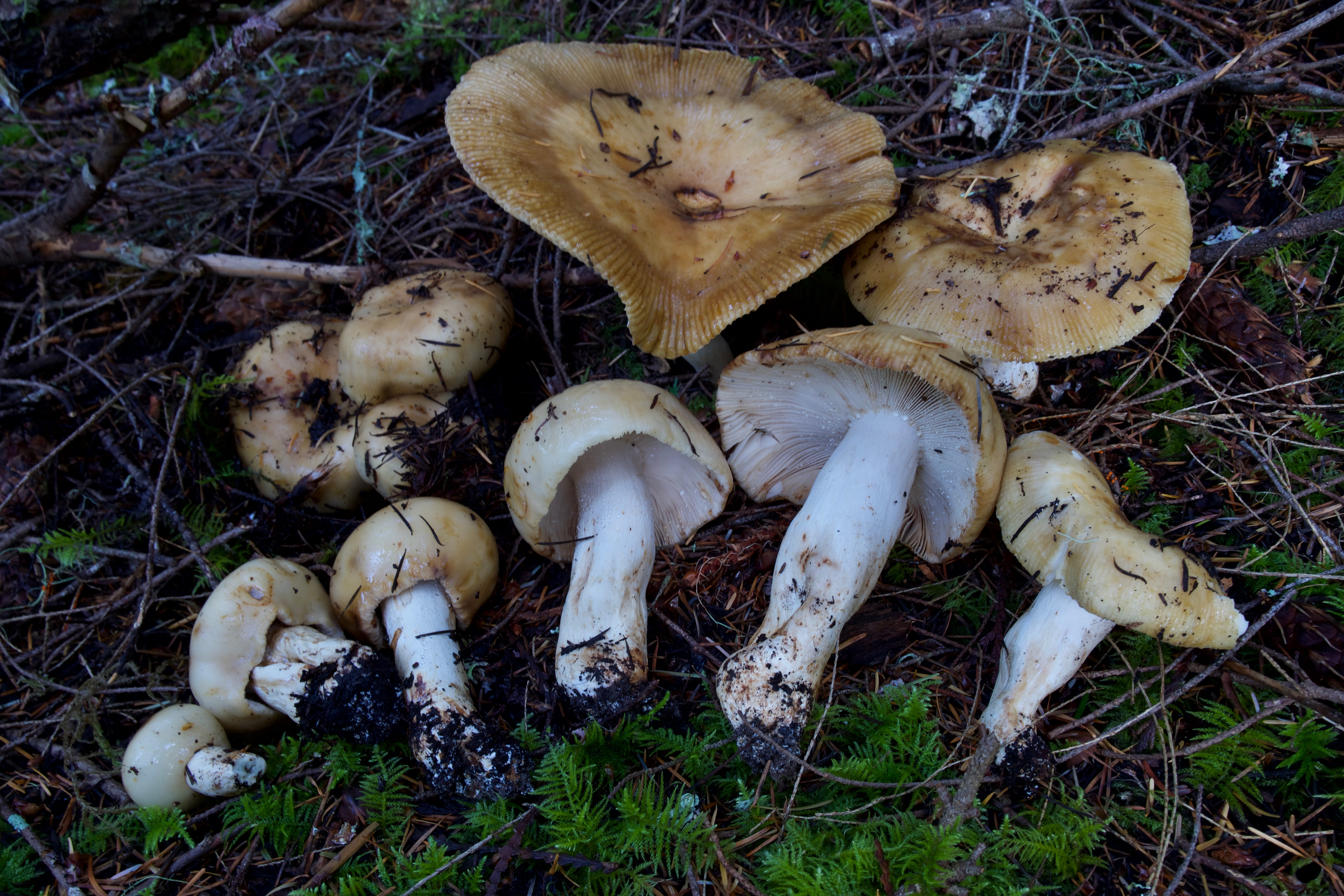

Russula fragrantissima Romagn. – gatunek grzybów należący do rodziny gołąbkowatych (Russulaceae).

## Systematyka i nazewnictwo
Pozycja w klasyfikacji według Index Fungorum: Russula, Russulaceae, Russulales, Incertae sedis, Agaricomycetes, Agaricomycotina, Basidiomycota, Fungi.
Po raz pierwszy opisał go w 1980 r. Henri Charles Louis Romagnesi we Francji i nadana przez niego nazwa naukowa jest aktualna. Synonim: Russula laurocerasi var. fragrantissima (Romagn.) Bon 1986.

## Morfologia
Kapelusz
Średnica 6– 13 cm, średniej grubości, mięsisty, powierzchnia gładka lub nieco chropowata, ochrowa z brązowymi plamami, raczej wilgotna niż lepka. Brzeg ochrowordzawy do brązowopurpurowego, wyraźnie karbowany. Skórka silnie przyrośnięta, dająca się oderwać tylko przy brzegu, śluzowata.
Blaszki
Średnio gęste z licznymi blaszeczkami, rozwidlone i anastomozujące, jasnosłomkowe, przy dotyku zmieniające barwę na brudnordzawą
Trzon
Wysokość 6–15 cm, grubość 1,4–2,6 cm, początkowo pełny, potem komorowaty. Powierzchnia biała, z czasem rdzawa do ochrowordzawej.
Miąższ
O grubości do 2 cm, jędrny, biały, pod skórką kapelusza i miejscami na przekroju nieco brązowiejący, w trzonie rudy. Ma zapach gorzkich migdałów, ale nieco mdlący, starsze okazy pachną anyżem. Smak początkowo łagodny, później niemiły, w trzonie ostry.
Cechy mikroskopowe
Podstawki 60–65 × 10–11,5 µm. Bazydiospory 7,5–10 × 7–9,2 µm, o powierzchni siateczkowato-grzebieniastej z drobnymi brodawkami (niektóre z nich dochodzą jednak do wysokości 1,6 µm), słabo amyloidalne. Cystydy 82–130 × 8,7–14 µm, zazwyczaj z kończykiem, w sulfowanilinie czerniejące. W skórce kapelusza nieliczne dermatocystydy, natomiast w korze trzonu liczne strzępki mleczne.

## Występowanie i siedlisko
Występuje w Ameryce Północnej i Europie. Brak go w opracowanym w 2003 r. przez Władysława Wojewodę wykazie wielkoowocnikowych grzybów podstawkowych Polski, po raz pierwszy jego stanowiska podali A. Gierczyk i inni w 2018 r.
Naziemny grzyb mykoryzowy występujący w lasach liściastych i mieszanych.